# Mozos de Cea
Mozos de Cea es una localidad española perteneciente al municipio de Villazanzo de Valderaduey, en la provincia de León, comunidad autónoma de Castilla y León.

## Geografía

### Ubicación
| Noroeste: Villaselán         | Norte: Valdavida       | Noreste: Velilla de Valderaduey    |
| Oeste: Castroañe             |                        | Este: Carbajal de Valderaduey      |
| Suroeste Santa María del Río | Sur: Valdescapa de Cea | Sureste: Villazanzo de Valderaduey |

## Demografía
Evolución de la población
| Gráfica de evolución demográfica de Mozos de Cea entre 2000 y 2018 |
|                                                                    |
| Población de derecho (2000-2018) según el padrón municipal del INE |